# Le Revenant
Le Revenant er en fransk stumfilm fra 1903 af Georges Méliès.